# Rivière de l'Acul
Rivière de l'Acul är ett vattendrag i Haiti.   Det ligger i departementet Sud, i den sydvästra delen av landet, 170 km väster om huvudstaden Port-au-Prince.